# 太平洋七鰓鰻
太平洋七鰓鰻（學名：Lampetra pacifica），為圓口綱七鰓鰻目七鰓鰻科七鰓鰻屬的一種，分布於北美洲美國奧勒岡州哥倫比亞河流域，本魚軀幹肌節53-58，口上板，2顆單尖牙；口下板，單尖齒6-9顆，通常8顆；通常每側有3個內側，偶爾一側有2個，第一排前牙，6 顆單尖牙，背部和側面為深灰色，腹部為白色，尾鰭圓形，體長可達17.5公分，棲息在沙石底質的溪流，生活習性不明。